# Douglas Everett (Politiker)
Hon. Douglas Donald Everett (* 12. August 1927 in Vancouver, British Columbia; † 27. März 2018 in Winnipeg, Manitoba) war ein kanadischer Politiker der Liberalen Partei Kanadas und später Parteiloser, der zwischen 1966 und 1994 Mitglied des Senats von Kanada war.

## Leben
Douglas Donald Everett besuchte zwischen 1943 und 1945 das Royal Roads Military College und diente von 1943 bis 1947 in der Royal Canadian Navy, wobei er zuletzt zum Leutnant zur See befördert wurde. Er begann anschließend ein Studium der Rechtswissenschaften an der Osgoode Hall Law School, der Juristischen Fakultät der York University, welches er 1950 mit einem Bachelor of Laws (LL.B.) beendete. Im Anschluss erhielt er 1950 seine Zulassung als Rechtsanwalt bei der Anwaltskammer von Ontario (Bar of Ontario) und nach dem Erwerb eines weiteren Bachelor of Laws an der University of Manitoba zudem seine anwaltliche Zulassung bei der Anwaltskammer von Manitoba. Er war daraufhin als Rechtsanwalt sowie als Automobilhändler tätig. Er war Direktor der Unternehmen Bowring Stores, Domo Gasoline Corp. Ltd., Royal Cdn. Properties Ltd., Gendis Inc., United Canadian Shares Ltd. und des Max Bell Institute of Government-Business Relations sowie Vorstandsvorsitzender und Chief Executive Officer (CEO) von Royal Canadian Securities Ltd.
Am 8. November 1966 wurde Everett von Premierminister Lester Pearson für die Liberale Partei Kanadas zum Mitglied des Senats von Kanada nominiert und vertrat dort bis 20. Januar 1994 für Senatsregion „Fort Rouge“ in der Provinz Manitoba, wobei er zuletzt nach seinem Austritt aus der Liberalen Partei seit dem 12. Dezember 1990 parteiloser Senator war. Während seiner über 27-jährigen Senatszugehörigkeit war er Mitglied verschiedener Ausschüsse sowie zwischen der 28. und der 32. Legislaturperiode (1968 bis 1980) Vorsitzender des Ständigen Ausschusses für nationale Finanzen.